# Daniel Gordon
Daniel Gordon (Dortmund, 1985. január 16. –) német-jamaicai labdarúgó, a Karlsruher SC középpályása.